# Адзи-суки-така-хико-нэ
Адзисукитакахиконэ (яп. アヂスキタカヒコネ) — в синтоизме — ками, мужское божество, из японской мифологии. Также известен как Адзи-суки-така-хико-нэ (яп. アヂスキタカヒコネ) или Адзи-сики (яп. アヂシキ), считается богом грома, земледелия и змей. Он сын Окунинуси и Такири-бимэ-но микото, а также брат Такахимэ, Такемикадзути и Каминари. У него есть младшая сестра по имени Сита-Тэру-Химэ. В младенчестве его плач и крики были настолько громкими, что его пришлось посадить в лодку и отправит плавать вокруг японского архипелага, пока он не успокоился. Когда он вырос женился на Амэ-но-микадзиме и завёл сына Такицухико, бога дождя.

## Святилища
С незапамятных времён местное население почитает три вулкана в горной системе Monts Nikkō: Нантай, Mont Nyohō и Mont Tarō расположенных рядом с городом Никко (префектура Тотиги). С этих вулканов течёт вода снабжающая местные рисовые поля водой, каждый из трёх вулканов считается резиденцией синтоистского божества. На вершине вулкане Mont Tarō стоит хокора. Адзисукитакахиконе поклоняются в храме Futarasan jinja, расположенном в городе Никко. Синтоистскому божеству поклонялись в храме Tosa jinja расположенном в городе Коти (префектура Коти). Среди главных ему посещённых святилищ, храм Такакамо в городе Госе, префектура Нара и храм Цуцуковаке в Танагура, уезд Хигасисиракава, Фукусима (префектура). Членами клана Камо в провинции Идзумо был принят в качестве божества — покровителя.